# Lista över stora stadsbränder i Sverige
Lista över stora stadsbränder i Sverige: 1719-1721 anföll ryska styrkor den svenska ostkusten vid flera tillfällen och brände ner Öregrund, Östhammar, Norrtälje och Norrköping (1719), Umeå (1720), Söderhamn, Hudiksvall, Sundsvall, Härnösand, Piteå och åter igen Umeå (1721). Se rysshärjningarna.

## Större stadsbränder
- 1369 Örebro, se Örebro stadsbränder
- 1380 Örebro, se Örebro stadsbränder
- 1380 Västerås, första större branden i Västerås[1]
- 1390 Västerås, anlagd av tyska styrkor[1]
- 1423 Vadstena[2]
- 1521 Västerås, danska trupper bränner staden, inklusive domkyrkan[1]
- 1543 Uppsala, stora delar av stadens östra sida brinner.[1]
- 1566 Bogesund (nuvarande Ulricehamn) bränns som ett led i danska härjningar ledda av Daniel Rantzau under Nordiska sjuårskriget[3]
- 1566 Falköping[3]
- 1567 Jönköping, Vadstena (oktober, Daniel Rantzau fortsätter härjningarna)[3]
- 1567 Linköping (november, bränns av svenskarna själva i samband med kriget, domkyrkan brinner)[3]
- 1567 Söderköping (december, bränns av svenskarna själva i samband med kriget, därefter plundras staden av danskarna)[3]
- 1567 Norrköping bränns av danskarna (3 december)[3]
- 1569 Örebro (24 gårdar - södra delen av staden), se Örebro stadsbränder
- 1569 Västerås (nästan hela staden)[1]
- 1572 Enköping (del av staden)
- 1611 Karl IX:s Göteborg (staden, som var nyanlagd, bränns 12 juli helt av en dansk eskader; med detta inleds Kalmarkriget 1611-1613)[3]
- 1611 Växjö (hela staden nedbränd av danskarna)[3]
- 1611 Skara (en dansk här bränner staden)[3]
- 1612 Växjö (staden bränns och skövlas av en dansk här, även Hov och Kronobergs slott bränns)[3]
- 1612 Jönköping (staden bränns helt och hållet av de egna invånarna vid danskarnas anfall)[3]
- 1625 Stockholm, se Stora branden 1625
- 1668 Västerås, (nästan hela staden)[1]
- 1681 Borås
- 1697 Stockholm, se Slottsbranden 1697
- 1700 Linköping, se Linköpings brand 1700
- 1702 Uppsala, se Stadsbranden i Uppsala 1702
- 1714 Västerås, (startade i ett boktryckeri, nästan hela staden)[1]
- 1719 Skara
- 1719 Norrköping (rysshärjningar 30 juli, se Norrköpings historia)
- 1721 Göteborg (15 april, se Göteborgs historia)
- 1721 Hudiksvall, Härnösand, Piteå, Sundsvall, Söderhamn och Umeå (rysshärjningarna maj-juni)
- 1727 Borås
- 1731 Nora (nästan hela staden)
- 1736 Sala (nästan hela staden)
- 1742 Båstad
- 1754 Hedemora
- 1759 Skövde (55 gårdar mm)
- 1759 Stockholm (300 gårdar)
- 1761 Falun (1000 hus - 2/3 av staden)
- 1765 Kalmar
- 1766 Uppsala (ett 100-tal byggnader)
- 1767 Varberg
- 1771 Mjölby
- 1775 Stockholm (50 byggnader)
- 1775 Ängelholm (hela staden)
- 1775 Filipstad (30 gårdar)
- 1776 Askersund (nästan hela staden)
- 1776 Gävle
- 1777 Kristinehamn (hela staden)
- 1777 Åmål (33 tomter - 1/3 av staden)
- 1783 Laholm (70 gårdar)
- 1785 Jönköping
- 1790 Karlskrona
- 1792 Göteborg (110 byggnader)
- 1793 Göteborg (större delen av Kvarnberget)
- 1794 Göteborg (84 byggnader)
- 1798 Torshälla stad
- 1799 Enköping (nästan hela staden)
- 1799 Växjö (2/3 av staden)
- 1800 Kalmar (halva staden)
- 1802 Ängelholm (180 byggnader)
- 1802 Stockholm, se Riddarholmsbranden 1802
- 1803 Sundsvall, nästan hela staden[4]
- 1804 Göteborg (218 byggnader)
- 1804 Kristinehamn (halva staden)
- 1806 Uddevalla (hela staden)
- 1809 Åmål (20 bostadshus + ett större antal uthus och lador)
- 1809 Uppsala (flera kvarter)
- 1811 Laholm (nästan halva staden)
- 1813 Göteborg (96 byggnader)
- 1821 Vimmerby (större delen av staden)
- 1822 Norrköping (358 gårdar)
- 1822 Stockholm (större delen av Basieholmen och Skeppsholmen)
- 1822 Borås (200 byggnader)
- 1826 Norrköping
- 1827 Borås
- 1834 Vänersborg (187 fastigheter)
- 1835 Söderhamn (minst 50 byggnader)
- 1838 Växjö (60 fastigheter)
- 1843 Örebro (24 gårdar - norra delen av staden) - se Örebro stadsbränder
- 1843 Växjö (88 fastigheter)
- 1845 Halmstad (16 fastigheter)
- 1846 Åmål (38 fastigheter)
- 1846 Kungsbacka (49 fastigheter)
- 1847 Falun
- 1847 Kristianstad (36 fastigheter)
- 1849 Hedemora (25 fastigheter)
- 1849 Lidköping (43 fastigheter)
- 1853 Jönköping
- 1854 Jönköping (flera kvarter)
- 1854 Örebro (62 gårdar - centrala delen av staden) - se Örebro stadsbränder
- 1856 Eksjö (minst 50 gårdar)
- 1858 Torekov (minst 18 gårdar)
- 1859 Uddevalla (26 fastigheter)
- 1860 Söderhamn
- 1862 Göteborg, Majorna (33 fastigheter)
- 1863 Varberg (91 fastigheter)
- 1864 Ronneby (145 fastigheter)
- 1865 Karlstad (hela staden)
- 1869 Lindesberg (27 gårdar)
- 1869 Gävle (ca 700 byggnader)
- 1870 Båstad (60 fastigheter)
- 1871 Skänninge
- 1871 Strängnäs (80 fastigheter)
- 1871 Uddevalla (28 fastigheter)
- 1874 Skanör
- 1876 Söderhamn (177 gårdar)[5]
- 1877 Sundsvall (23 fastigheter)
- 1878 Hudiksvall (35 fastigheter)
- 1880 Sala (45 fastigheter)
- 1885 Skanör
- 1887 Luleå (75 fastigheter)
- 1888 Umeå (3/4 av staden), se Stadsbranden i Umeå
- 1888 Sundsvall (ca 400 fastigheter), se Sundsvallsbranden
- 1888 Lilla Edet
- 1889 Köping (49 fastigheter)
- 1893 Kristinehamn (ca 200 byggnader)
- 1894 Lindesberg (27 fastigheter)
- 1895 Mariestad (34 fastigheter)
- 1897 Sävsjö (ett stort antal byggnader)
- 1901 Åmål (59 gårdar)
- 1906 Stockholm (tre kvarter)
- 1908 Karlstad (39 byggnader)
- 1910 Falsterbo (14 byggnader)
- 1911 Lycksele (23 byggnader)
- 1912 Norrtälje (stort antal byggnader)
- 1913 Piteå, Öjebyn (36 byggnader)
- 1918 Ängelholm, Mardals by (25 byggnader)
- 1920 Strömstad (35 fastigheter)
- 1953 Ljungby (20 fastigheter; varav 28 bostadslägenheter, 24 affärslägenheter, 12 verkstäder, och 9 lager)